# Дзялинь (Люблінське воєводство)
Дзялинь (пол. Działyń) — село в Польщі, у гміні Семень Парчівського повіту Люблінського воєводства. Населення — 180 осіб (2011).

## Історія
У часи входження до складу Російської імперії належало до Радинського повіту Сідлецької губернії.
За даними етнографічної експедиції 1869—1870 років під керівництвом Павла Чубинського, у селі переважно проживали польськомовні римо-католики, меншою мірою — греко-католики, які також розмовляли польською.
У 1975—1998 роках село належало до Білопідляського воєводства.

## Демографія
Демографічна структура станом на 31 березня 2011 року:
|          | Загалом | Допрацездатний вік | Працездатний вік | Постпрацездатний вік |
| -------- | ------- | ------------------ | ---------------- | -------------------- |
| Чоловіки | 90      | 23                 | 59               | 8                    |
| Жінки    | 90      | 16                 | 47               | 27                   |
| Разом    | 180     | 39                 | 106              | 35                   |